# Palazzo de' Girolami
Il palazzo de' Girolami è un edificio storico del centro di Firenze, situato nel Lungarno degli Archibusieri 6, con affaccio anche sulla volta dei Girolami. 

## Storia e descrizione
Erano qui alcune case della famiglia Castellani, acquistate nel 1495 (dopo altri passaggi di proprietà) da Francesco di Zanobi Girolami, al quale si deve l'edificazione dell'attuale palazzo nelle forme proprie della fine del Quattrocento, nella maniera di Baccio d'Agnolo. Conservato da questa famiglia fino al Settecento, passò ai Contucci e quindi, per eredità, ai Bourbon del Monte. 

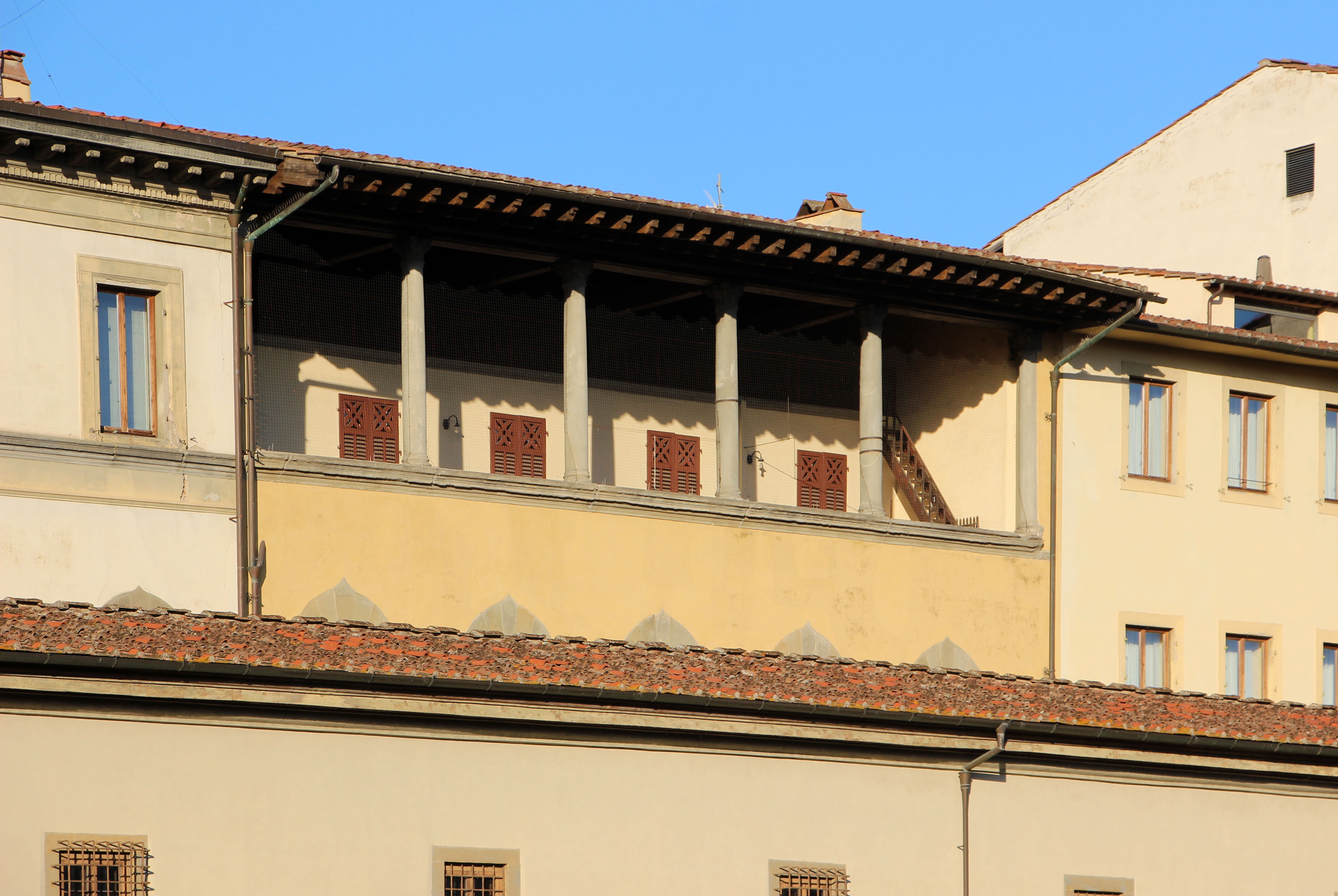
La loggia all'ultimo piano

Nel 1926 la facciata fu interessata da un complesso restauro. Come sottolineato da Leonardo Ginori Lisci, è difficilmente spiegabile la scarsa attenzione riservata all'edificio, che presenta forme di notevole interesse, dalla letteratura e dalle guide cittadine. Forse la sfortuna è dovuta alla posizione messa in ombra dal corridoio vasariano, che non ne permette una veduta d'insieme, e non evidenzia l'ampia altana che lo corona dalla quale, a dispetto dell'indifferenza, si gode una spettacolare veduta sopra il Ponte Vecchio verso le colline di Boboli. 
Certo non è per i dubbi sull'età di edificazione dell'altana che, pur presentando forme rinascimentali, potrebbe risalire a un intervento ottocentesco di soprelevazione, immaginiamo coevo a quello di costruzione del terrazzino che segna la facciata. 
Degno di nota lo scudo con l'arme dei Girolami posto al centro del fronte, con l'aggiunta della mitria vescovile a ricordo del loro supposto antenato san Zanobi. 
Il palazzo appare nell'elenco redatto nel 1901 dalla Direzione Generale delle Antichità e Belle Arti, quale edificio monumentale da considerare patrimonio artistico nazionale.

## Bibliografia

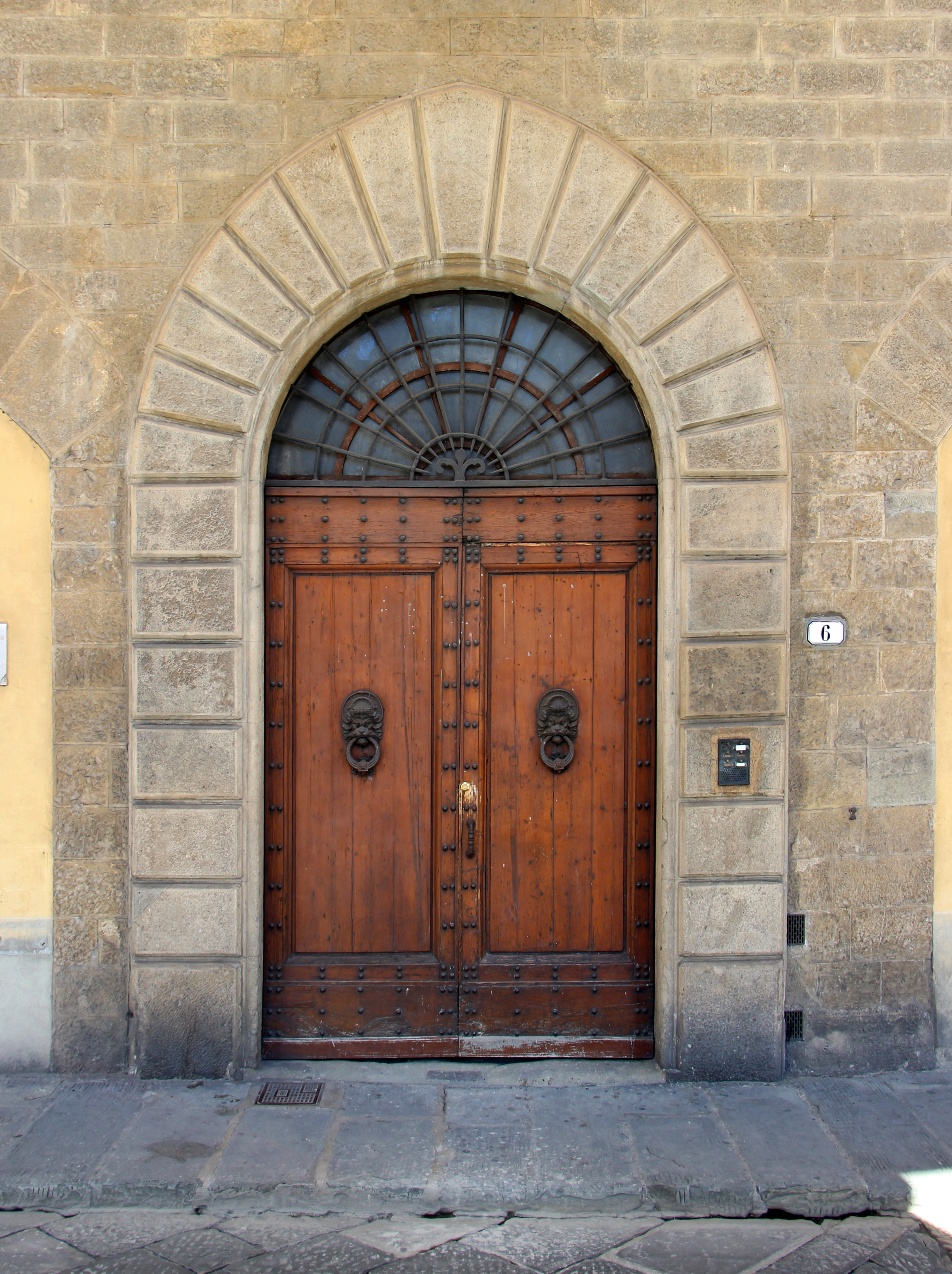
Il portale